# Szomera
Szomera (hebr. שומרה) – moszaw położony w Samorządzie Regionu Ma’ale Josef, w Dystrykcie Północnym, w Izraelu.

## Położenie
Moszaw Szomera jest położony na wysokości 571 metrów n.p.m. w północnej części Górnej Galilei. Leży u podnóża góry Har Szomera (590 m n.p.m.). Na południowym wschodzie wznosi się góry Har Conam (673 m n.p.m.), a na południu Har Avi'ad (586 m n.p.m.) i Har Sar Szalom (616 m n.p.m.). Na północ i zachód od moszawu przebiega wadi strumienia Becet, za którym wznosi się masyw góry Har Manor (600 m n.p.m.). Strumień Becet spływa w kierunku południowo-zachodnim do wzgórz Zachodniej Galilei i dalej do równiny przybrzeżnej Izraela. Okoliczne wzgórza są zalesione. W odległość 1 km na północ i północny wschód od moszawu przebiega granica Libanu. W otoczeniu moszawu Szomera znajdują się miejscowość Mi’ilja, kibuce Elon i Adamit, moszawy Zarit, Szetula i Ewen Menachem, wioski komunalne Abbirim, Micpe Hilla i Gornot ha-Galil, oraz arabska wioska Aramisza. Na północnym zachodzie leży graniczny posterunek wojskowy Boustane, a na północnym wschodzie Zarit i Livne. Na zachód od moszawu znajduje się baza wojskowa Szomera, będąca bazą 300 Brygady Piechoty (rezerwowa) Bar'am. Po stronie libańskiej są wioski Ramja, Marwahin i Al-Bustan. Na północny zachód i północny wschód od moszawu, po libańskiej stronie granicy są także położone posterunki obserwacyjne sił pokojowych UNIFIL.

### Podział administracyjny
Szomera jest położony w Samorządzie Regionu Ma’ale Josef, w Poddystrykcie Akka, w Dystrykcie Północnym Izraela.

## Demografia
Stałymi mieszkańcami moszawu są wyłącznie Żydzi. Tutejsza populacja jest mieszana - świecka i religijna:

Źródło danych: Central Bureau of Statistics.

## Historia

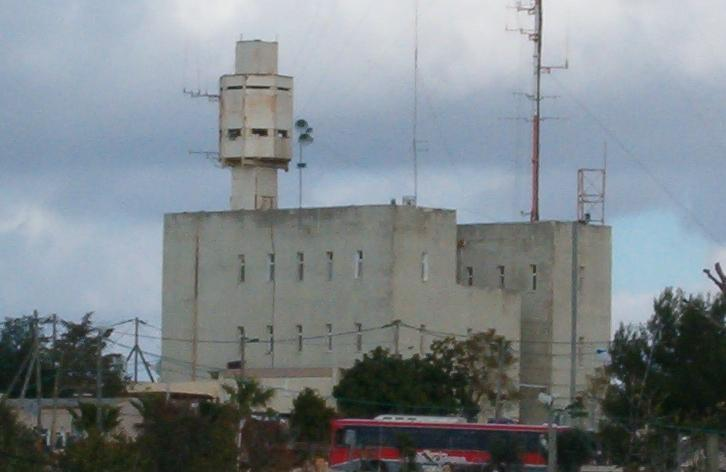
Fort Tegart w moszawie Szomera

Pierwotnie w okolicy tej znajdowały się arabskie wioski Ikrit i Tarbicha. W wyniku I wojny światowej cała Palestyna przeszła pod panowanie Brytyjczyków, którzy utworzyli Brytyjski Mandat Palestyny. Gdy wybuchło arabskie powstanie w Palestynie, Brytyjczycy zostali zmuszeni do wybudowania w wiosce Tarbicha fortu Tegart. Przyjęta 29 listopada 1947 roku Rezolucja Zgromadzenia Ogólnego ONZ nr 181 przyznała obszar wiosek Ikrit i Tarbicha państwu arabskiemu. Podczas wojny domowej w Mandacie Palestyny w 1948 roku w rejonie obu wiosek stacjonowały siły Arabskiej Armii Wyzwoleńczej, które paraliżowały żydowską komunikację w całej Galilei. Podczas I wojny izraelsko-arabskiej w październiku 1948 roku Izraelczycy przeprowadzili operację „Hiram”, w trakcie której 31 października zajęli tutejsze wioski. W pierwszych dniach listopada wysiedlono ich mieszkańców, a następnie wyburzono domy. W zachowanych około dwudziestu kamiennych domach wioski Tarbicha utworzono w 1949 roku współczesny moszaw Szomera. Grupa założycielska składała się z imigrantów z Węgier i Rumunii. Ciężkie warunki życia oraz duża izolacja w górzystym, przygranicznym terenie, spowodowały, że jeszcze tego samego roku osada została opuszczona. W 1950 roku zamieszkali w niej imigranci z Maroka. W październiku 1955 roku osada mocno ucierpiała na skutek dużego pożaru. W grudniu 1957 roku moszaw stał się celem ataku terrorystycznego. Palestyńscy terroryści przeniknęli z Libanu przez granicę i wysadzili budynek przedszkola w moszawie Szomera. Szczęśliwie nikt nie odniósł obrażeń. W dniu 12 lipca 2006 roku w pobliżu moszawu doszło do incydentu w Zarit-Szetula. Pod osłoną ostrzału rakietowego na moszaw Ewen Menachem, oddział Hezbollahu zabił trzech i wziął do niewoli dwóch żołnierzy izraelskich. Odbywali oni rutynowy patrol granicy izraelsko-libańskiej. Kolejnych pięciu żołnierzy poniosło śmierć w trakcie nieudanej próby odbicia zakładników. Zniszczeniu uległ także czołg armii izraelskiej. Incydent doprowadził do wybuchu II wojny libańskiej. Obecnie na terenie moszawu znajduje się zbrojownia Sił Obronnych Izraela.

## Edukacja
Moszaw utrzymuje przedszkole. Starsze dzieci są dowożone do szkoły podstawowej w moszawie Becet lub szkoły średniej przy kibucu Kabri. Dzieci religijne są dowożone do szkoły w miejscowości Szelomi.

## Kultura i sport
W moszawie znajduje się ośrodek kultury z biblioteką. Z obiektów sportowych boisko do piłki nożnej i koszykówki, oraz sala sportowa z siłownią.

## Infrastruktura
W moszawie jest przychodnia zdrowia, synagoga, sklep wielobranżowy oraz warsztat mechaniczny.

## Gospodarka
Gospodarka moszawu opiera się na drobnym rolnictwie i sadownictwie. Jest tu także ferma drobiu. Część mieszkańców dojeżdża do pracy w pobliskich strefach przemysłowych.

## Transport
Z moszawu wyjeżdża się na południe na drogę nr 899, którą jadąc na zachód dojeżdża się do bazy wojskowej Szomera i wioski komunalnej Gornot ha-Galil, lub jadąc na wschód do skrzyżowania z drogą nr 8993 i moszawu Ewen Menachem. W kierunku północnym wyjeżdża się na drogę nr 8992 przy zbrojowni. Drogą tą można dojechać na północ do moszawu Zarit. Natomiast przebiegająca przy moszawie droga nr 8993 prowadzi na wschód do skrzyżowania z drogą nr 8994 (dojazd do moszawu Szetula) i jeszcze dalej do moszawu Netu’a i bazy wojskowej Biranit.